# Ophrys tempestatis
Ophrys tempestatis là một loài thực vật có hoa trong họ Lan. Loài này được (J.B. Först.) Del Prete mô tả khoa học đầu tiên năm 1984.